# Via Santa Monaca
Via Santa Monaca è una strada urbana del centro di Firenze, situata in Oltrarno, più o meno parallela al fiume e che va da via de' Serragli, angolo via Sant'Agostino (Canto alla Cuculia) e piazza del Carmine. Lungo il tracciato si innesta, a circa un terzo del tracciato, via dell'Ardiglione. 

## Storia
La denominazione - deliberata dal magistrato dei Priori nell'agosto 1862 - è in riferimento alla chiesa dedicata a Santa Monica ('Monaca' per alterazione popolare), madre di sant'Agostino. 
Precedentemente è attestato il nome di via della Fogna del Carmine che, ad esempio, è presente nella pianta di Firenze delineata da Ferdinando Ruggieri nel 1731 e di via del Canto alla Cuculia, dal nome dell'angolo con via dei Serragli, che pare derivi dal canto del cuculo che nidificava in queste zone.

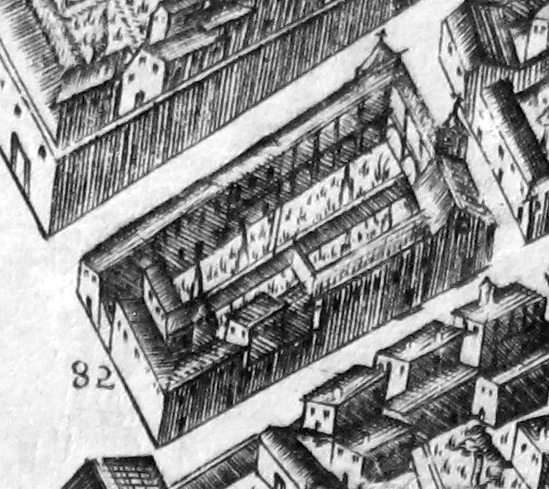
Il monastero di Santa Monica nella pianta del Buonsignori (1584)
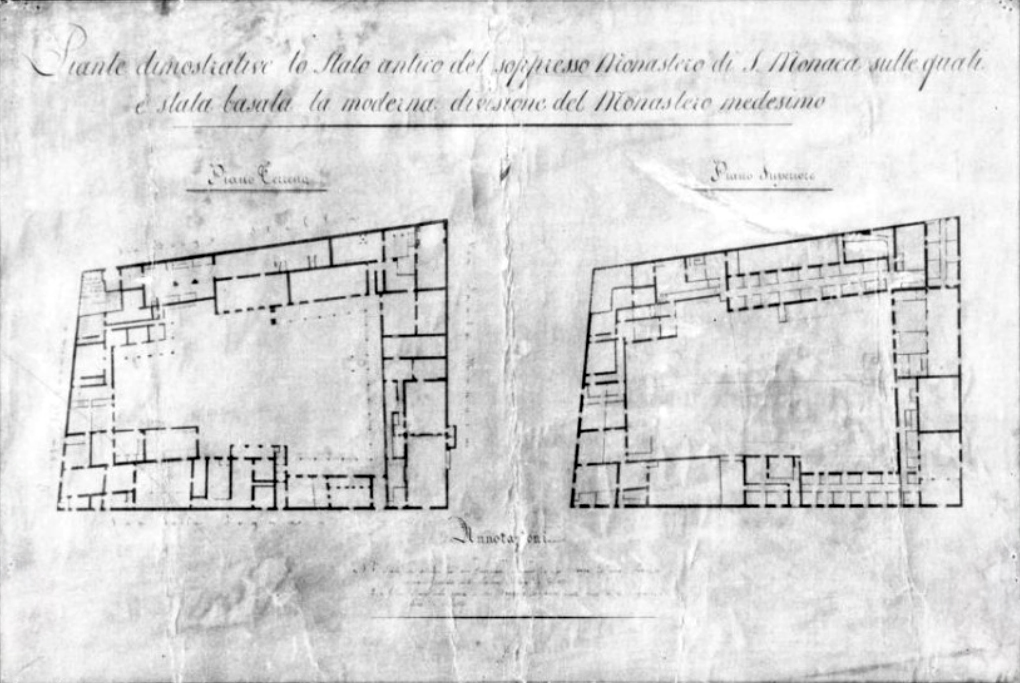
Pianta del monastero al tempo della soppressione (1808) quando occupava tutto l'isolato

## Descrizione
La strada ha carattere residenziale ed è interessata da un significativo transito di veicoli e di pedoni, fungendo da collegamento tra l'arteria di via de' Serragli e la piazza del Carmine.

### Edifici
| Immagine | N°   | Nome                   | Descrizione |
| -------- | ---- | ---------------------- | --- |
|          | 2    | Palazzo Mazzei         | L'edificio ha subito nel corso del tempo innumerevoli passaggi di proprietà, che si riflettono nel complesso sovrapporsi di modifiche e ampliamenti della struttura. Erano qui nel Quattrocento alcune case dei Serragli e dei Bonsi che, passate di proprietà ai Tempi, vennero unificate attorno alla metà del Cinquecento. Nei secoli successivi il palazzo passò ai Venerosi Pesciolini da San Gimignano, ai Pandolfini di Prato e, nel 1734, ai Gaetani, nella persona del senatore Francesco. Acquistato nel 1773 dal medico e cerusico Giuseppe Vespa, vide nel corso dell'Ottocento la presenza di due significativi artisti del tempo: il pittore François-Xavier Fabre (proprietario dell'immobile dal 1817 al 1830 circa) e lo scultore e collezionista Emilio Santarelli (dal 1837 al 1870, il quale aveva ricomprato l'immobile dai Damiani proprio grazie all'eredità lasciatagli da Fabre). Lo stesso Santarelli vendette il palazzo all'Ordine Mauriziano che, nel 1885, lo cedette ai Mazzei di Prato.                                                 |
|          | 9    | Casa                   | La casa presenta un fronte organizzato su quattro piani per due assi di finestre e un significativo sviluppo in profondità, come è ricorrente per le case a schiera di antica fondazione. Durante l'intervento di restauro alla facciata eseguito nel corso del 2021 è stato rinvenuto, sotto più strati di tinteggiatura, un pietrino con una iscrizione che documenta come la casa facesse parte delle proprietà della chiesa di San Romolo, già in piazza della Signoria, soppressa e quindi demolita nella seconda metà del Settecento. Rimosso e restaurato (Francesca Lotti), il pietrino è stato quindi ricollocato tra le due finestre del primo piano, in posizione canonica, per le cure dei proprietari. |
|          | s.n. | Chiesa di Santa Monica | Nel 1442 Ubertino de' Bardi e sua moglie fondarono un monastero per le monache Agostiniane provenienti da Castiglion Fiorentino, in una zona nota come l'Albergaccio. Fu dedicato a santa Monica, madre di sant'Agostino, e posto sotto la tutela degli Agostiniani di Santo Spirito. Tuttavia, la vicinanza coi Carmelitani di Santa Maria del Carmine provocò alcuni attriti, che spinsero le monache a passare sotto la diretta dipendenza dall'arcivescovo. In questo monastero abitò e morì Camilla Martelli, ultima moglie di Cosimo I de' Medici. Fu soppresso nel 1808 e adibito a diversi usi. La chiesa, sconsacrata, è oggi sede di varie organizzazioni culturali e utilizzata per riunioni, mostre e concerti. Una vasta porzione dell'ex-monastero, lungo via Santa Monaca, è sede di un ostello della gioventù, mentre sugli altri lati prevalgono le costruzioni private. |
|          | 23   | Casa                   | La casa presenta un fronte di due assi sviluppato su quattro piani, con caratteri architettonici che indicano un significativo intervento di riconfigurazione databile attorno alla metà dell'Ottocento. Al primo piano, tra le finestre, è un pietrino a rotella con l'insegna dei Capitani di Orsanmichele, a ricordare una delle antiche proprietà della casa. |
|          | 31   | Casa                   | La casa presenta un fronte di due assi sviluppato su quattro piani, con caratteri architettonici che indicano un significativo intervento di riconfigurazione databile attorno alla metà dell'Ottocento. Al centro della facciata è uno scudo con un'arme non identificata, segnata da tre stelle e tre rocchi (?). |
|          | 33   | Casa                   | Si tratta di un edificio con la facciata organizzata su quattro piani per altrettanto assi di finestre, evidentemente riconfigurata nel corso dell'Ottocento su più antiche preesistenze. Al terreno, al limitare destro della facciata, è un pietrino riconducibile al vicino convento di Santa Maria del Carmine, a indicare una più che presumibile proprietà di una delle precedenti case che qui insistevano da parte dell'istituto religioso. |
|          | 35   | Casa                   | Si tratta di un edificio con la facciata organizzata su quattro piani per due assi di finestre, evidentemente riconfigurata nel corso dell'Ottocento su una più antica preesistenza. Al terreno, al limitare sinistro della facciata, è uno scudo con un'arme non identificato. A destra del portone è poi un pietrino riconducibile al vicino convento di Santa Maria del Carmine, a suggerire con molta probabilità che una delle precedenti abitazioni presenti in questo luogo fosse di proprietà dei Carmelitani. |
|          | 12   | Casa Gazzeri           | L'edificio è presumibilmente da identificare con la casa Gazzeri ricordata nel repertorio di Bargellini e Guarnieri, che si dice sorta nel 1840, "con molti quartieri d'abitazione", sull'orto di quello che fino al 1808 era stato il convento delle suore agostiniane di Santa Monaca, sviluppato fino a coprire l'intera area delimitata dalle attuali via Santa Monaca, piazza del Carmine, via Borgo Stella e via d'Ardiglione. Certo è che il disegno del fronte bene corrisponde alla data indicata, cosa che tuttavia vale anche per l'edificio successivo che fa angolo con la piazza del Carmine (al n. 8), dove ugualmente si estendevano gli edifici del convento. Tenendo presente che in aderenza a queste case è anche quella che sicuramente fu proprietà Gazzeri (in piazza del Carmine 7), si può ipotizzare che un tempo tutte queste proprietà, che guardano ad uno stesso spazio interno a verde, fossero riconducibili a investimenti della stessa famiglia, e in particolare del professore e illustre chimico Giuseppe Gazzeri, morto nel 1847. |
|          | 37   | Casa                   | Il casamento in angolo con lo slargo dove si accede alla canonica di Santa Maria del Carmine e alla Cappella Corsini, si presenta su via Santa Monaca con tre pieni per cinque assi, più altri quattro sulla piazza. All'altezza del portalino centrale, probabilmente ricollocato arbitrariamente qui all'ultimo piano, si vede uno stemma della famiglia Soderini (a tre massacri di cervo con in capo le chiavi di San Pietro), famiglia che ebbe numerose possessioni in questa zona e le sepolture proprio al Carmine, prima di essere bandita da Firenze e condannata dai Medici a una sorta di damnatio memoriae dopo il 1550, per cui ne sopravvivono pochissimi stemmi in città, tutti piccoli e appartati come questo. L'edificio oggi ospita alcuni uffici dei Servizi sociali del Comune di Firenze. |

### Tabernacoli

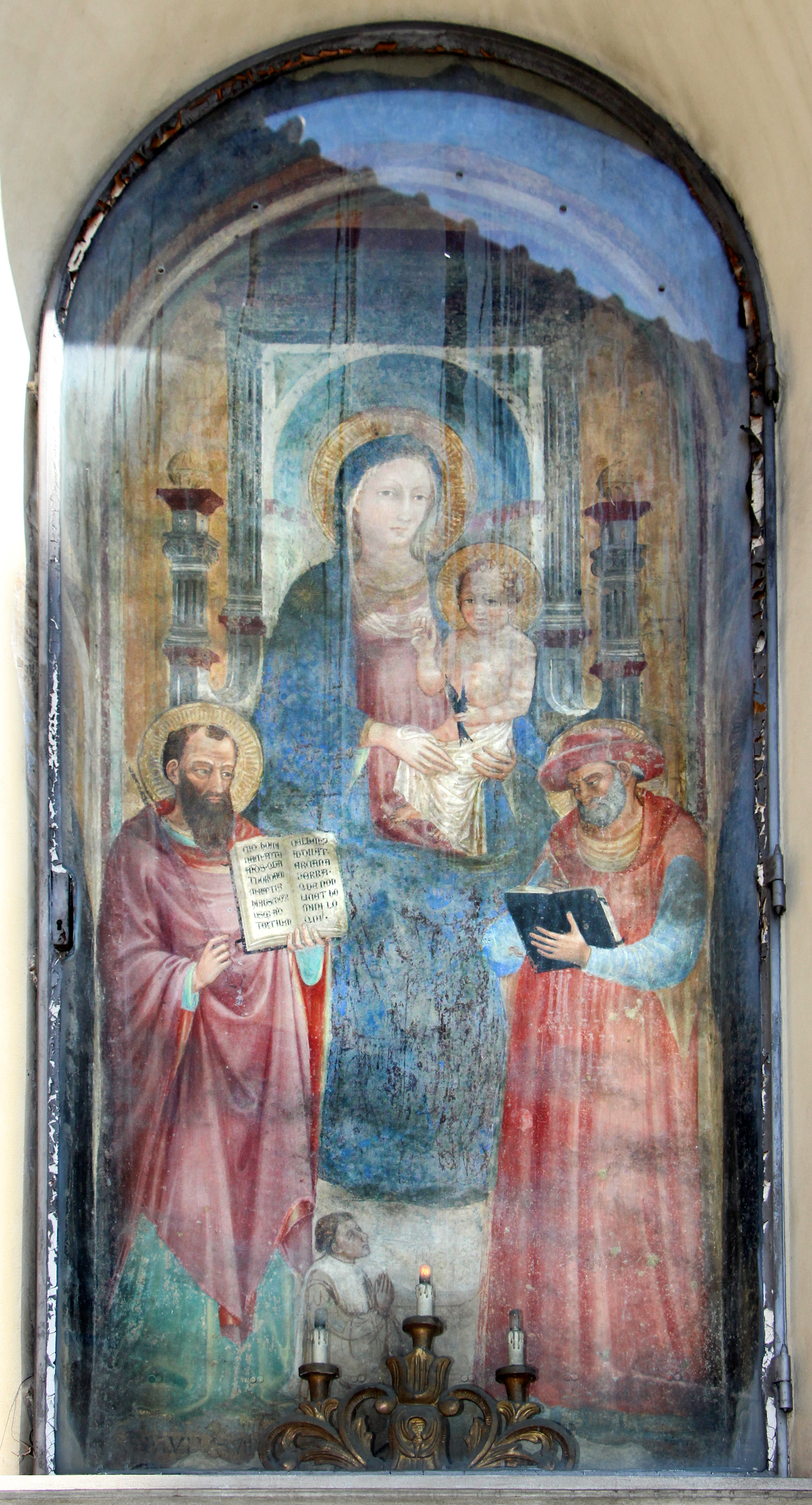
Tabernacolo del Canto alla Cuculia

Il tabernacolo si trova presso l'incrocio con via dei Serragli, e conserva un'immagine sacra raffigurante la Madonna col Bambino tra i santi Paolo e Girolamo, con la piccola figura di un donatore inginocchiato. Fu dipinto nel 1427 da Bicci di Lorenzo, nonostante il Vasari riporti erroneamente il nome di suo padre Lorenzo di Bicci. 

|} -->